# ویلیام اس. آرچر
ویلیام اس. آرچر (به انگلیسی: William S. Archer) سناتور سابق عضو حزب ویگ بود. وی در سال ۱۸۴۱ تا ۱۸۴۷ میلادی سناتور ایالت ویرجینیا در سنای ایالات متحده آمریکا بود.